# Pikku-Suolijärvi
Pikku-Suolijärvi este o arie protejată (arie specială de conservare — SAC, sit de importanță comunitară — SCI) din Finlanda întinsă pe o suprafață de 197,5 ha, integral pe uscat.

## Localizare
Centrul sitului Pikku-Suolijärvi este situat la coordonatele 61°51′18″N 23°38′24″E / 61.855°N 23.64°E.

## Înființare
Situl Pikku-Suolijärvi a fost declarat sit de importanță comunitară în august 1998 pentru a proteja 1 specie de animale. Situl a fost protejat și ca arie specială de conservare în aprilie 2015.

## Biodiversitate
Situată în ecoregiunea boreală, aria protejată conține 3 habitate naturale: Lacuri și iazuri distrofice naturale, Taiga vestică, Mlaștini împădurite.
La baza desemnării sitului se află o specie protejată de  mamifere: veveriță zburătoare siberiană (Pteromys volans).